# Dominique Arribagé
Dominique Arribagé (* 11. Mai 1971 in Suresnes) ist ein ehemaliger französischer Fußballspieler und jetziger Trainer.

## Karriere

### Jugend (bis 1992)
Arribagé war sieben Jahre alt, als er in der Jugendmannschaft der US Colomiers aus der Umgebung von Toulouse mit dem Fußballspielen begann. Zunächst fügte er sich im Sturm ein, rückte jedoch schon zur zweiten Halbzeit in seinem ersten Spiel für das Jugendteam in die Verteidigung und blieb dort. Er durchlief bei Colomiers mehrere Junioren-Altersstufen, bevor er mit 16 Jahren zum ersten Mal für die sechstklassig antretende Herrenmannschaft auflaufen durfte. 1990 wechselte er zum benachbarten Drittligisten AS Muret und trug dessen Trikot, während er gleichzeitig Mathematikstudent war. Bei Muret konnte er sich auf einer überregionalen Bühne präsentieren und weckte im Frühjahr 1992 das Interesse der Erstligisten FC Nantes und AS Saint-Étienne. Wenig später nahm der nahegelegene Erstligist FC Toulouse Kontakt zu ihm auf und konnte den Nachwuchsspieler im Juni 1992 für sich gewinnen.

### Erste Jahre bei Toulouse (1992–1998)
Nachdem er einige Spieltage darauf hatte warten müssen, absolvierte der damals 21-Jährige am 22. September 1992 bei einer 2:3-Niederlage in Saint-Étienne seine erste Begegnung in der höchsten französischen Spielklasse. Anschließend avancierte er zum unumstrittenen Stammspieler, setzte parallel das Grundstudium fort und erlangte 1993 seinen Abschluss. Am Ende der Spielzeit 1993/94 musste er mit Toulouse den Abstieg in die zweite Liga hinnehmen, blieb dem Verein aber treu. Sowohl 1995 als auch 1996 wurde der Wiederaufstieg verpasst, der 1997 schließlich gelang. Insbesondere der schwächste Angriff der Liga (26 Tore) brachte die Mannschaft in der nachfolgenden Saison 1997/98 in starke Bedrängnis, doch konnte unter anderem dank der relativ starken Abwehr rund um Arribagé der Abstieg knapp abgewendet werden. Im September 1997 wurde er bei einer Dopingkontrolle positiv auf Nandrolon getestet und für sechs Monate gesperrt. Wenngleich Arribagé noch einen gültigen Vertrag hatte, sah er am Ende dieser Spielzeit die Zeit für einen Abschied gegeben und nutzte eine Ausstiegsklausel, um zum Ligarivalen Stade Rennes zu wechseln. Für den FC Toulouse bedeutete dies zwar eine starke Schwächung, doch erhielt der Verein von Rennes die in der Klausel festgehaltene Ablösesumme von zwei Millionen Francs.

### Führungsspieler in Rennes (1998–2004)
Direkt auf seinen Wechsel zu Rennes folgte im Sommer 1998 die Meldung, dass Arribagé eine sechsmonatige Sperre bevorstehe. Diese basierte auf der Grundlage einer Probe vom Herbst 1997, die einen positiven Befund für das verbotene Steroid Nandrolon aufwies. Allerdings beteuerte der Profi selbst seine Unschuld und nach einigen Wochen wurde die Sperre per Gerichtsurteil aufgehoben, sodass er bereits am 25. September 1998 bei einer 0:4-Niederlage gegen Girondins Bordeaux zum ersten Mal für Rennes auf dem Platz stehen konnte. In der nachfolgenden Zeit wurde er zu einem der Leistungsträger in der Mannschaft, mit der er in Hinblick auf die Platzierung deutlich erfolgreicher abschnitt als zuvor mit Toulouse und 1999 mit dem fünften Rang den Einzug in den Intertoto Cup schaffte. Dies gelang 2001 erneut, auch wenn die durch den Wettbewerb mögliche Qualifikation für den UEFA-Cup jeweils verpasst wurde.
Zeitweise nahm er bei Rennes sogar die Rolle des Mannschaftskapitäns ein und zeichnete sich gerade in diesen Jahren besonders durch seine Kopfballstärke aus, die ihm bei gelegentlichen Offensivaktionen einige Male zu Toren verhalf. In der Saison 2002/03 trug er für einen Abwehrspieler beachtliche fünf Treffer bei. Als er 2004 nach sechs Jahren in der Bretagne ein Angebot seines früheren Arbeitgebers FC Toulouse erhielt, durfte er ablösefrei zu diesem wechseln, obwohl sein Vertrag bei Rennes noch ein Jahr Gültigkeit besessen hätte.

### Rückkehr nach Toulouse (2004–2008)
Beim zuletzt 2003 in die oberste Liga zurückgekehrten FC Toulouse sollte der mittlerweile 33-Jährige die hauptsächlich aus jungen Akteuren bestehende Abwehrreihe stabilisieren und übernahm in dieser die Führungsrolle. Er blieb in den folgenden Spielzeiten ein fester Bestandteil des Teams, mit dem er zuerst gegen den Abstieg kämpfen musste, bevor 2007 der dritte Platz und damit die Teilnahmeberechtigung für die Qualifikationsrunde zur Champions League erreicht wurde. Während der Vorbereitung auf die Spielzeit 2007/08 suchte ihn allerdings das Verletzungspech heim und dazu wurde mit Mauro Cetto vom FC Nantes ein potenzieller Konkurrent ausgeliehen. Er musste zusehen, als seine Kollegen gegen den FC Liverpool deutlich unterlegen waren und die Mannschaft daher nur im UEFA-Cup antreten durfte. Im Herbst 2007 gelang ihm schließlich die vollständige Rückkehr und er konnte anschließend an vier Europapokalspielen teilnehmen. Am Saisonende 2007/08 bat er trotz seiner 37 Jahre um eine weitere Vertragsverlängerung, beendete dann aber nach 388 Erstligapartien mit 20 Toren sowie 85 Zweitligapartien mit sieben Toren seine aktive Laufbahn.

## Späteres Leben
Wenngleich er 2008 seine Karriere beendet hatte, blieb er dem FC Toulouse dennoch treu, da er eine Funktion als Verantwortlicher für die Verpflichtung neuer Spieler übernahm und diese fortan dauerhaft ausführte. 2014 wurde seine Ehefrau Laurence Arribagé (* 1970) zuerst zur stellvertretenden Bürgermeisterin von Toulouse und kurz darauf in einer Nachwahl in die Nationalversammlung gewählt. Im März 2015 gelang ihm selbst ein Karrieresprung, als er beim Erstligisten Toulouse zum Cheftrainer des Profiteams befördert wurde. Da er in der Folgesaison mit der Mannschaft in akute Abstiegsgefahr geriet, wurde er im Februar 2016 entlassen.